# Nampō-shotō

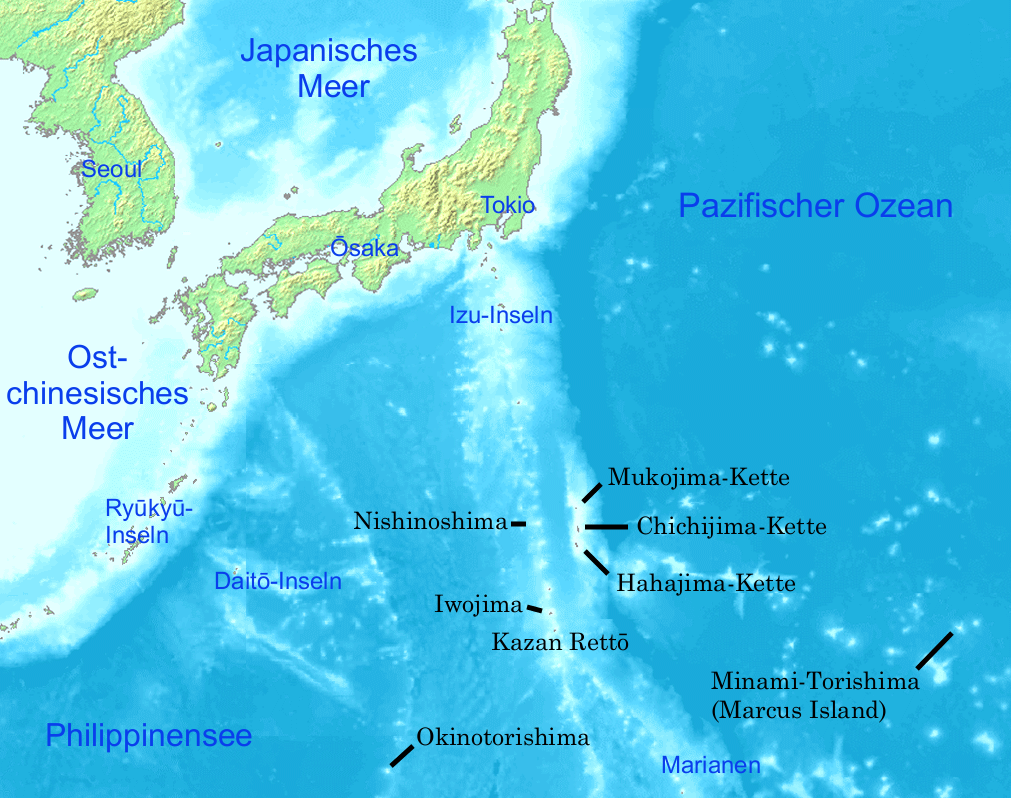
Karte der Nampō-shotō

Nampō-shotō (jap. 南方諸島, dt. „südliche Inseln“) ist eine Bezeichnung für mehrere pazifische Inseln bzw. Inselgruppen, die südlich der japanischen Hauptinseln liegen. Die Inseln werden von der Tokioter Präfekturverwaltung verwaltet. 
Das Nampō-shotō oyobi sonota no shotō ni kan suru Nihon-koku to Amerika gasshūkoku to no aida no kyōtei (南方諸島及びその他の諸島に関する日本国とアメリカ合衆国との間の協定, dt. „Übereinkommen zwischen dem Staat Japan und den Vereinigten Staaten von Amerika über die Südlichen Inseln und andere Inseln“), kurz: Beikoku to no Ogasawara henkan kyōtei (米国との小笠原返還協定, dt. „Ogasawara-Rückgabeübereinkommen mit den Vereinigten Staaten“), von 1968 und das Nampō renraku jimukyoku setchi hō (南方連絡事務局設置法, dt. „Gesetz zur Gründung von südlichen Verbindungsbüros [zur US-Regierung]“) von 1952 verwenden den Begriff Nampō-shotō für die nördlichen Ogasawara-Inseln, d. h. Ogasawara-guntō, Nishinoshima und Kazan-rettō, während die südlichen beiden abgelegenen Ogasawara-Inseln Minami-Torishima und Okinotorishima davon ausgeschlossen sind.
Die Hydro- und Ozeanografische Abteilung der japanischen Küstenwache und das Nationale Landesvermessungsamt (engl. Geospatial Information Authority of Japan) bezeichnen mit Nampō-shotō die Izu- und alle Ogasawara-Inseln. Die Ausdehnung beträgt hierbei 1200 km von der Izu-Halbinsel in der Bucht von Tokio bis zum südlichst gelegenen Punkt Japans, Okinotorishima.